# Tony Richards
Tony Richards, född Anthony Richard Orlando, är en amerikansk trummis. Han är mest känd för att ha varit trummis och originalmedlem i W.A.S.P. från 1982 till 1984. Han lämnade gruppen kort efter att debutalbumet W.A.S.P. (1984) spelats in.
I en intervju 2006 sade Richards att W.A.S.P.:s frontman Blackie Lawless gav honom sparken strax innan W.A.S.P. skulle inleda sin turné i Storbritannien i september 1984.